# Louis de Cormis
Louis de Cormis, marquis de Brégançon, seigneur de Beaurecueil et de Roqueshautes, mort en 1669 à Aix-en-Provence, est un parlementaire d'Aix-en-Provence, président à mortier du Parlement de Provence de 1650 à 1659.

## Biographie
Louis de Cormis succède en 1635 à son père Pierre de Cormis dans la charge d'avocat général au Parlement d'Aix. Compagnon d'études et ami du comte d'Alais, il s'oppose à celui-ci en 1643 et se retire à Avignon protégé par le cardinal Bichi. Revenu à Aix, il se fait remarquer en 1649 à la journée  de Saint-Sébastien où il harangue le peuple. Il acquiert en 1650 une charge de président à mortier. Ayant pris une grande part dans la sédition du jour de la saint Valentin en 1659, il est arrêté et conduit au château de Pierre-en-Cize à Lyon, puis exilé en Normandie. À Cæn il se lie d'amitié avec l'érudit Pierre-Daniel Huet qui deviendra par la suite évêque d'Avranches ; celui-ci fait dans ses mémoires un grand éloge du président.  
Il obtient la permission de revenir à Aix où il meurt en novembre 1669. Il serait l'auteur des Tables contenant les noms des Provençaux illustres pour leurs actions héroïques et faits militaires, par leur élévation aux grandes dignités de l'église, etc.
, qui parurent dix ans après sa mort sous le nom de Pierre d'Hozier.